# Tamási Zsolt (labdarúgóedző)
Tamási Zsolt (Győr, 1965. október 28. –) magyar labdarúgóedző.

## Játékos-pályafutása
Tamási labdarúgó-pályafutása az ETO együttesében kezdődött, de súlyos sérülések után abba kellett hagynia az aktív sportolást.

## Edzői pályafutása
Tamási első munkahelye a Győri Elektromos serdülő csapata volt, 1990-ben, majd több éven keresztül a Győri ETO FC utánpótlásában tevékenykedett. 2001 és 2003 között a Győri ETO FC vezetőedzője volt,
majd 2003 és 2004 között a Vasas SC-t irányította, amellyel 2004-ben feljutott az NB I-be.
2005 és 2016 között a Sándor Károly Labdarúgó Akadémiánál dolgozott. 2016-ban nevezték ki az MTK Budapest FC menedzserévé.
2017 júniusában menesztették, miután a fővárosi kék.fehér csapat kiesett az élvonalból. Tamási a Sándor Károly Labdarúgó Akadémia vezetéséből is távozott. November 9-én az ETO FC Győr utánpótlásért felelős szakmai igazgatója lett. A posztot 2018. október 11-ig töltötte be.